# Cục Biến đổi khí hậu (Việt Nam)
Cục Biến đổi khí hậu (tiếng Anh: Department of Climate Change, viết tắt là DCC) là cơ quan trực thuộc Bộ Tài nguyên và Môi trường, có chức năng tham mưu, giúp Bộ trưởng quản lý nhà nước về biến đổi khí hậu, bảo vệ tầng ô-dôn; thực hiện các dịch vụ công về biến đổi khí hậu, bảo vệ tầng ô-dôn theo quy định của pháp luật.
Cục Biến đổi khí hậu được thành lập ngày theo 4/4/2017, theo Nghị định số 36/2017/NĐ-CP ngày 4/4/2017 của Chính phủ, trên cơ sở tách ra từ Cục Khí tượng Thủy văn và Biến đổi khí hậu (cơ quan tách ra còn lại là Tổng cục Khí tượng Thủy văn).
Chức năng, nhiệm vụ, quyền hạn và cơ cấu tổ chức của Cục Biến đổi khí hậu được quy định tại Quyết định 2828/QĐ-BTNMT ngày 25/10/2022 của Bộ trưởng Bộ Tài nguyên và Môi trường.

## Nhiệm vụ và quyền hạn
Theo Điều 2, Quyết định 2828/QĐ-BTNMT ngày 25/10/2022 của Bộ trưởng Bộ Tài nguyên và Môi trường, Cục Biến đổi khí hậu có các nhiệm vụ, quyền hạn chính:
1. Xây dựng, trình Bộ trưởng cơ chế, chính sách, văn bản quy phạm pháp luật, chiến lược, quy hoạch, kế hoạch, chương trình, đề án, dự án, nhiệm vụ, tiêu chuẩn, quy chuẩn kỹ thuật, định mức kinh tế - kỹ thuật, quy chế, quy trình về biến đổi khí hậu, bảo vệ tầng ô-dôn và tăng trưởng xanh gắn với biến đổi khí hậu; hướng dẫn, kiểm tra và tổ chức thực hiện sau khi được phê duyệt.
2. Về thích ứng với biến đổi khí hậu:
a) Theo dõi, giám sát việc đánh giá tác động, tính dễ bị tổn thương, rủi ro, tổn thất và thiệt hại do biến đổi khí hậu; các hoạt động thích ứng với biến đổi khí hậu, giảm nhẹ rủi ro thiên tai, mô hình thích ứng với biến đổi khí hậu, ứng phó với nước biển dâng theo phân công của Bộ trưởng;
b) Xây dựng và tổ chức triển khai hệ thống giám sát và đánh giá (M&E) hoạt động thích ứng với biến đổi khí hậu cấp quốc gia;
c) Tổ chức triển khai các nội dung có liên quan đến tổn thất và thiệt hại trong khuôn khổ Thỏa thuận Paris về biến đổi khí hậu, các hoạt động tham gia Liên minh hành động thích ứng toàn cầu (AAC);
d) Xây dựng, tổ chức thực hiện, giám sát và đánh giá việc triển khai thực hiện Kế hoạch quốc gia thích ứng với biến đổi khí hậu;
đ) Xây dựng tiêu chí xác định dự án đầu tư, nhiệm vụ thích ứng với biến đổi khí hậu.
3. Về giảm nhẹ phát thải khí nhà kính:
a) Tổ chức giám sát và thúc đẩy các hoạt động giảm nhẹ phát thải, tăng cường hấp thụ khí nhà kính;
b) Tổ chức thực hiện các hoạt động kiểm kê khí nhà kính theo quy định;
c) Xây dựng và tổ chức triển khai hệ thống đo đạc, báo cáo, thẩm định (MRV) giảm nhẹ phát thải và tăng cường hấp thụ khí nhà kính;
d) Tổ chức xây dựng, cập nhật danh mục lĩnh vực, cơ sở phát thải khí nhà kính phải thực hiện kiểm kê khí nhà kính;
đ) Tổ chức quản lý và phân bổ hạn ngạch phát thải khí nhà kính theo quy định;
e) Xây dựng cơ chế, chính sách định giá các-bon; tổ chức vận hành thị trường các-bon trong nước và kết nối với thị trường các-bon thế giới;
g) Xây dựng và tổ chức thực hiện cơ chế trao đổi, bù trừ tín chỉ các-bon; cấp chứng thư xác nhận các dự án theo các cơ chế trong khuôn khổ Thỏa thuận Paris về biến đổi khí hậu;
h) Tổ chức xác nhận hạn ngạch phát thải khí nhà kính và tín chỉ các-bon được giao dịch trên thị trường các-bon;
i) Theo dõi, kiểm tra hoạt động trao đổi hạn ngạch phát thải khí nhà kính và tín chỉ các-bon theo quy định của pháp luật và các điều ước quốc tế mà nước Cộng hòa xã hội chủ nghĩa Việt Nam là thành viên.
4. Về bảo vệ tầng ô-dôn:
a) Hướng dẫn, giám sát và thúc đẩy các hoạt động bảo vệ tầng ô-dôn theo điều ước quốc tế mà nước Cộng hòa xã hội chủ nghĩa Việt Nam là thành viên;
b) Tổ chức xây dựng, cập nhật danh mục và hướng dẫn sử dụng các chất làm suy giảm tầng ô-dôn, chất gây hiệu ứng nhà kính được kiểm soát phù hợp với lộ trình thực hiện điều ước quốc tế về bảo vệ tầng ô-dôn mà nước Cộng hòa xã hội chủ nghĩa Việt Nam là thành viên;
c) Theo dõi, kiểm tra việc thực hiện quy định về quản lý, loại trừ, thu gom, tái chế, tái sử dụng, xử lý các chất và sản phẩm, thiết bị có chứa hoặc được sản xuất từ chất làm suy giảm tầng ô-dôn, chất gây hiệu ứng nhà kính được kiểm soát;
d) Đề xuất phân bổ, điều chỉnh, bổ sung hạn ngạch sản xuất và nhập khẩu các chất làm suy giảm tầng ô-dôn, chất gây hiệu ứng nhà kính được kiểm soát;
đ) Xây dựng và tổ chức triển khai hệ thống đăng ký sử dụng, thu gom, tái sử dụng, tái chế, xử lý các chất và sản phẩm, thiết bị có chứa hoặc được sản xuất từ chất làm suy giảm tầng ô-dôn, chất gây hiệu ứng nhà kính được kiểm soát.
5. Về thông tin, dữ liệu biến đổi khí hậu:
a) Tổ chức xây dựng, cập nhật và hướng dẫn sử dụng cơ sở dữ liệu quốc gia về biến đổi khí hậu;
b) Tổ chức điều tra, khảo sát, thu thập thông tin, dữ liệu về phát thải khí nhà kính, giảm nhẹ phát thải khí nhà kính, các chất làm suy giảm tầng ô-dôn, chất gây hiệu ứng nhà kính và thích ứng với biến đổi khí hậu;
c) Tổ chức xây dựng, cập nhật, trình Bộ trưởng công bố kịch bản biến đổi khí hậu; xây dựng các báo cáo quốc gia về biến đổi khí hậu, bảo vệ tầng ô-dôn theo quy định của pháp luật và của điều ước quốc tế mà nước Cộng hòa xã hội chủ nghĩa Việt Nam là thành viên;
d) Xây dựng văn bản hướng dẫn các Bộ, ngành, địa phương lập báo cáo về ứng phó với biến đổi khí hậu theo quy định pháp luật.
6. Hướng dẫn thực hiện lồng ghép nội dung ứng phó với biến đổi khí hậu vào chiến lược, quy hoạch theo quy định của pháp luật.
7. Tham mưu thể chế hóa các cơ chế, quy định, sáng kiến quốc tế về biến đổi khí hậu, bảo vệ tầng ô-dôn phù hợp với tình hình phát triển kinh tế - xã hội.
8. Tổ chức xây dựng, cập nhật và theo dõi, đánh giá việc triển khai thực hiện Đóng góp do quốc gia tự quyết định (NDC).
9. Chủ trì thực hiện Công ước khung của Liên hợp quốc về biến đổi khí hậu, Thỏa thuận Paris về biến đổi khí hậu, Nghị định thư Kyoto, Công ước Vienna về bảo vệ tầng ô-dôn, Nghị định thư Montreal về các chất làm suy giảm tầng ô-dôn và các điều ước quốc tế khác có liên quan theo phân công của Bộ trưởng.
10. Tổ chức thực hiện công tác đàm phán, gia nhập, thực hiện điều ước quốc tế, thỏa thuận quốc tế, tham gia tổ chức quốc tế về biến đổi khí hậu, bảo vệ tầng ô- dôn; tổ chức điều phối và thực hiện các chương trình, đề án, dự án, nhiệm vụ hợp tác quốc tế về biến đổi khí hậu, bảo vệ tầng ô-dôn theo phân công của Bộ trưởng.
11. Là đầu mối tổ chức thực hiện cam kết quốc tế về biến đổi khí hậu và bảo vệ tầng ô-dôn theo quy định của điều ước quốc tế mà nước Cộng hòa xã hội chủ nghĩa Việt Nam là thành viên. Cơ quan đầu mối quốc gia thực hiện Công ước khung của Liên hợp quốc về biến đổi khí hậu, Nghị định thư Kyoto, Thỏa thuận Paris về biến đổi khí hậu, Công ước Vienna về bảo vệ tầng ô-dôn, Nghị định thư Montreal về các chất làm suy giảm tầng ô-dôn, Ban liên chính phủ về biến đổi khí hậu, Quỹ thích ứng; cơ quan thẩm quyền quốc gia về các cơ chế trong khuôn khổ Thỏa thuận Paris.
12. Thực hiện nhiệm vụ của Văn phòng Ủy ban Quốc gia về biến đổi khí hậu; Văn phòng thường trực Phân ban Việt Nam trong Ủy ban liên Chính phủ Việt Nam - Hà Lan về thích ứng với biến đổi khí hậu và quản lý nước; thường trực Tổ công tác giúp việc Ban Chỉ đạo quốc gia triển khai thực hiện cam kết của Việt Nam tại Hội nghị lần thứ 26 các bên tham gia Công ước khung của Liên hợp quốc về biến đổi khí hậu; thường trực Ban Chỉ đạo thực hiện Công ước khung của liên hợp quốc về biến đổi khí hậu, Nghị định thư Kyoto và Thỏa thuận Paris; thường trực Ủy ban hỗn hợp thực hiện Cơ chế tín chỉ chung (JCM); cơ quan chuyên trách quốc gia của Mạng lưới và Trung tâm Công nghệ khí hậu (CTCN); thường trực Ban Công tác đàm phán của Việt Nam về biến đổi khí hậu; đầu mối Nhóm công tác ASEAN về biến đổi khí hậu.
13. Làm đầu mối liên hệ, phối hợp với các hội, tổ chức phi chính phủ lĩnh vực biến đổi khí hậu, bảo vệ tầng ô-dôn.
14. Tổ chức thực hiện các hoạt động khoa học và công nghệ; phối hợp thực hiện đào tạo, bồi dưỡng kiến thức về biến đổi khí hậu, bảo vệ tầng ô-dôn.
15. Chủ trì, phối hợp kiểm tra, thanh tra, giải quyết khiếu nại, tố cáo, xử lý các vi phạm pháp luật về biến đổi khí hậu và bảo vệ tầng ô-dôn theo quy định của pháp luật; trả lời các tổ chức, cá nhân về chính sách, pháp luật về biến đổi khí hậu và bảo vệ tầng ô-dôn theo phân công của Bộ trưởng.
16. Tổ chức thực hiện cải cách hành chính theo chương trình, kế hoạch cải cách hành chính của Bộ và phân công của Bộ trưởng.
17. Tổ chức tuyên truyền, phổ biến, giáo dục chính sách, pháp luật về biến đổi khí hậu, bảo vệ tầng ô-dôn và tăng trưởng xanh theo phân công của Bộ trưởng.
18. Quản lý tổ chức, biên chế, vị trí việc làm, công chức, viên chức, người lao động thuộc Cục theo phân cấp của Bộ Tài nguyên và Môi trường và theo quy định của pháp luật.
19. Quản lý tài chính, tài sản Nhà nước giao; quản lý hoạt động dịch vụ công thuộc lĩnh vực quản lý của Cục theo quy định của pháp luật; thực hiện trách nhiệm của đơn vị dự toán cấp II đối với các đơn vị trực thuộc Cục theo quy định của pháp luật.
20. Thống kê, báo cáo định kỳ và đột xuất về tình hình thực hiện nhiệm vụ được giao.
21. Thực hiện các nhiệm vụ và quyền hạn khác do Bộ trưởng giao.

## Lãnh đạo Cục[2]
- Cục trưởng: TS. Tăng Thế Cường
- Phó Cục trưởng:

1. TS. Phạm Văn Tấn
2. TS. Nguyễn Tuấn Quang
3. TS. Mai Kim Liên

## Cơ cấu tổ chức
(Theo Điều 4, Quyết định 2828/QĐ-BTNMT ngày 25/10/2022 của Bộ trưởng Bộ Tài nguyên và Môi trường)

### Các đơn vị tham mưu
- Văn phòng Cục
- Phòng Kế hoạch - Tài chính

### Khối đơn vị chức năng
- Phòng Giảm nhẹ phát thải khí nhà kính và Bảo vệ tầng ô-dôn
- Phòng Thích ứng biến đổi khí hậu
- Phòng Kinh tế và Thông tin biến đổi khí hậu

### Các đơn vị sự nghiệp
- Trung tâm Phát triển các-bon thấp
- Trung tâm Ứng phó biến đổi khí hậu